# Samuel Stanley Wilks
Samuel Stanley Wilks (* 17. Juni 1906 in Little Elm, Texas; † 7. März 1964 in Princeton, New Jersey) war ein US-amerikanischer Statistiker.

## Leben
Wilks wuchs auf einer Farm auf und studierte am North Texas State Teachers College, wobei er sich vor allem für Architektur interessierte, unterrichtete kurz an Schulen und studierte nebenbei Mathematik an der University of Texas mit dem Bachelor-Abschluss. Er setzte sein Studium an der University of Iowa fort, wo er 1931 bei Henry Rietz (1875–1943) in Statistik promoviert wurde (On the distributions of statistics in samples from a normal population of two variables with matched sampling of one variable).
1933 wurde er Instructor an der Princeton University, wo er den Rest seiner Karriere blieb und 1944 Professor wurde und Direktor der neu gegründeten Abteilung Mathematische Statistik. 1958 stand er der Mathematik-Fakultät vor. 1963 wurde er in die American Academy of Arts and Sciences gewählt.
Seit 1938 war er Herausgeber der Annals of Mathematical Statistics.
Er ist für Beiträge zur multivariaten Statistik und Regressionsanalyse (Unit-weighted regression 1938) bekannt. Er befasste sich nicht nur mit mathematischer Statistik, sondern legte Wert auf praktische Anwendungen und war an der Entwicklung von Eignungstests (SAT) für Schulen in den USA beteiligt und befasste sich mit Qualitätskontrolle in der Industrie. Im Zweiten Weltkrieg war er Berater des Office of Naval Research und danach, im Februar 1953, Gründungsmitglied des Scientific Advisory Board, des Wissenschaftlichen Beirats der National Security Agency (NSA).
Der Wilks Memorial Award der American Statistical Association ist ihm zu Ehren benannt.

## Schriften
- Elementary statistical analysis, Princeton University Press 1948
- Mathematical Statistics, Wiley 1962
- Mathematical Statistics, Princeton University Press 1943
- mit Irwin Guttman, J. Stuart Hunter: Introductory engineering statistics, 3. Auflage, Wiley 1982
- Collected Papers, Herausgeber T. W. Anderson, Wiley 1967